# بهره تعلق‌گرفته
بهره تعلق‌گرفته یا بهره متعلقه، بهره‌ای است که تعلق گرفته ولی هنوز دریافت یا پرداخت نشده‌است، مثلاً اگر بانکی بهرهٔ سپرده‌های مشتریان را در پایان سال می‌پردازد، در این صورت بهرهٔ متعلق به پس‌اندازها در شش‌ماهه اول سال بهره تعلق‌گرفته نامیده می‌شود.
به عبارتی دیگر، بهره تعلق‌گرفته، در دانش مالی، به بهره محقق شده یک سرمایه‌گذاری، مانند اوراق قرضه یا وام، که هنوز به سرمایه‌گذار پرداخت نشده است، اطلاق می‌گردد. بهره تعلق‌گرفته در ارتباط با محصولات مالی مبتنی بر اعتبار، به بهره‌هایی که تعلق گرفته، اما هنوز پرداخت نشده است، اشاره دارد.